# Adriana Rame
Adriana Rame, nome artistico di Adriana Ramacci (Roma, 13 settembre 1940 – Roma, 16 settembre 2018), è stata una modella e attrice italiana, la cui carriera si è sviluppata principalmente negli anni sessanta e settanta nell'ambito del fotoromanzo della casa editrice Lancio.

## Biografia
Diplomata al liceo classico, fu sposata dal 1965 con Carlo Minnucci,  attore e regista di fotoromanzi con lo pseudonimo di  Raimondo Magni, da cui ha avuto un figlio, Francesco, interprete anch'egli di fotoromanzi.
In gioventù, forte di una notevole statura, ha giocato a pallacanestro in una squadra di Alghero, città nella quale ha vissuto alcuni anni. Tornata a Roma, ha alternato l'attività di modella a quello di attrice di fotoromanzi, prendendo parte contestualmente - come accaduto ad alcune altre colleghe - a spot pubblicitari per Carosello. Arrivò alla Lancio grazie ad un fotografo che abitava nel suo medesimo palazzo.
Non ha mai mostrato interesse per il cinema preferendo dedicarsi all'attività di interprete di fotoromanzi.

## Carriera
In carriera ha interpretato dal 1961 - e in quarantuno anni di carriera - 1.323 fotoromanzi, di cui  339 da protagonista e 984 da non protagonista. Per numero di interpretazioni è stata seconda solo a Michela Roc. Debuttò nel numero 7, ottobre 1961, di Letizia in un fotoromanzo di genere western, I pascoli della solitudine.
Le storie in cui ha recitato sono servite ad inaugurare diverse testate della Lancio. Ecco le principali:
| Testata         | N.    | Data di uscita | Titolo                     |
| --------------- | ----- | -------------- | -------------------------- |
| Marina          | n. 6  | aprile 1962    | Dietro le nubi il paradiso |
| Mina            | n. 5  | luglio 1962    | Lacrime di sposa           |
| Charme          | n. 54 | giugno 1963    | Amore e non pietà          |
| Idillio         | n. 10 | ottobre 1963   | Il tempo triste dell'amore |
| Sabrina         | n. 5  | agosto 1964    | Il primo e l'ultimo amore  |
| Jacques Douglas | n. 3  | 12/1965        | Un amore che dà i brividi  |
| Darling         | n. 3  | maggio 1967    | L'amore torna dal passato  |